# Franz Wurz
Franz Wurz, född 2 december 1946 i Eggern är en österrikisk rally- och rallycrossförare. Han är far till Le Mans-vinnaren Alexander Wurz.
Wurz blev trefaldig mästare i EM i rallycross mellan åren 1974 och 1982.

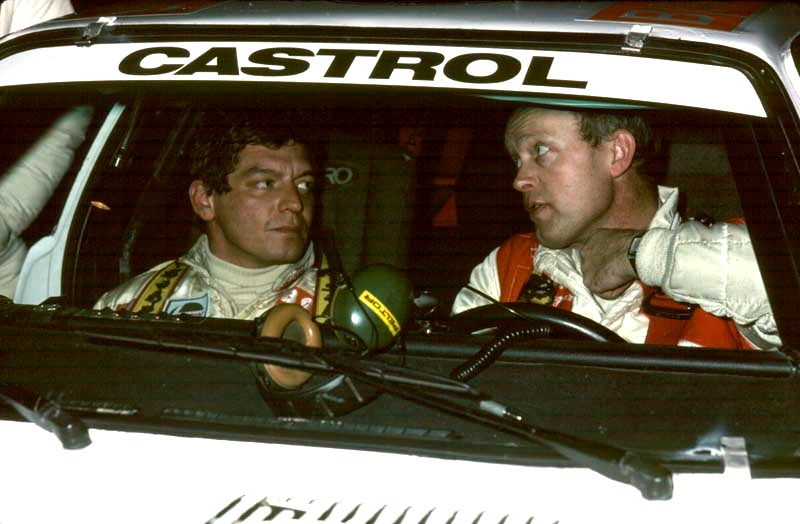
Wurz som kartläsare åt Björn Waldegård i Jänner Rallye.